# ISO 3166-2:AW
ISO 3166-2:AW és el subconjunt per a Aruba de l'estàndard ISO 3166-2, publicat per l'Organització Internacional per Estandardització (ISO) que defineix els codis de les principals subdivisions administratives.
Actualment Aruba no té cap divisió territorial que conformi el seu codi ISO 3166-2.
Aruba és una nació constituent del Regne dels Països Baixos, oficialment té assignat de l'estàndard ISO 3166-1 alfa-2 el codi AW. A més també té assignat de l'estàndard ISO 3166-2 el codi NL-AW sota l'entrada per als Països Baixos.